# Eurodryas discalis
Eurodryas discalis är en fjärilsart som beskrevs av Felix Bryk 1946. Eurodryas discalis ingår i släktet Eurodryas och familjen praktfjärilar. Inga underarter finns listade i Catalogue of Life.